# Muscari parviflorum
La calabruixa parviflora (Muscari parviflorum) és una espècie de planta amb flors del gènere Muscari dins la família de les asparagàcies (Asparagaceae). És nativa de les terres que envolten la Mediterrània.

## Descripció
És una planta herbàcia perenne i vivaç, un geòfit amb bulb. Les fulles són estretres, les flors són urceolades, amb forma de tub més ample del costat del pedicel, blaves i s'agrupen en una inflorescència amb poques unitats. El fruit és una càpsula.

## Taxonomia

### Sinònims
Els següents noms científics són sinònims de Muscari parviflorum:
- Sinònims homotípics

- Botryanthus parviflorus (Desf.) Kunth
- Hyacinthus parviflorus (Desf.) Pers.

- Sinònims heterotípics

- Botryanthus autumnalis (Guss.) Heynh.
- Muscari autumnale Guss.
- Muscari cilicicum Kotschy
- Muscari filifolium Wahlenb.